# Robert Le Rossignol
Robert Le Rossignol (* 27. April 1884 in Saint Helier auf Jersey; † 26. Juni 1976) war ein englischer Ingenieur.

## Leben
Sein Vater war Arzt auf Jersey. Er besuchte das Victoria College. Der States Analyst Frederick Woodland Toms weckte sein Interesse für Chemie. Ab 1901 studierte er am University College London im Laboratorium von William Ramsay, wo er mit Frederick George Donnan auf dem Gebiet der Reaktionskinetik arbeitete. 1905 graduierte er und schrieb sich zum Wintersemester 1906/07 als Hospitant an der TH Karlsruhe ein. Die ersten beiden Semester war er Assistent von Fritz Haber. Danach, als er von der BASF bezahlt wurde, war er offiziell wieder Hospitant. Mit Haber arbeitete er an der Bestimmung des Ammoniakgleichgewichts und der Dissoziation der Kohlensäure.
Durch eine analytische Bestimmung der Reaktionsprodukte konnten sie die Gleichgewichtskonstante des Ammoniakgleichgewichts annähernd bestimmen. Da sich bei gewöhnlichem Druck nur wenig Ammoniak bildete, entmutigten die ersten Ergebnisse. Auch war der Eisenkatalysator bei hohem Druck nicht wirksam genug. Nach einigen Korrekturberechnungen ergab sich, dass theoretisch bei 600 °C und einem Druck von 200 Atmosphären genügend Ammoniak für eine großtechnische Produktion gewinnbar wäre. Da bisher in der Industrie nicht mit einem Druck dieser Größenordnung gearbeitet wurde, baute Le Rossignol einen Kompressor, der einen solchen Druck erzeugen konnte. In dem Apparat zirkulierten die Gase unter andauerndem Druck. Am 2. Juli 1909 hatte ihr Apparat bei der Demonstration die ersten 100 cm³ produziert. Damit hatte Rossignol Anteil an den Anfängen des Haber-Bosch-Verfahrens.
Im August 1909 ging er zur Auergesellschaft, die Osram gegründet hatte. Kurz nach Beginn des Ersten Weltkriegs, im Herbst 1914, wurde er interniert, aber im März 1915 wieder freigelassen, damit er seine Arbeit fortsetzen konnte.
Am 6. Dezember 1918 kehrte er zurück nach England, wo er bei der neuen General Electric Company im Forschungslabor in Wembley an Elektronenröhren arbeitete.